# Нови-Бечей (община)
Нови-Бечей (серб. Нови Бечеј) — община в Сербии, входит в Средне-Банатский округ.
Население общины составляет 25 271 человек (2007 год), плотность населения составляет 41 чел./км². Занимаемая площадь — 609 км², из них 85,5 % используется в промышленных целях.
Административный центр общины — город Нови-Бечей. Община Нови-Бечей состоит из 4 населённых пунктов, средняя площадь населённого пункта — 152,3 км².

## Название
Нови-Бечей означает «Новый Бечей». В прошлом он был известен как Турски Бечей (сербская кириллица: Турски Бечеј, "Турецкий Бечей"), в то время как нынешний город Бечей через реку Тиса (в регионе Бачка) в прошлом был известен как Стари Бечей и сегодня известен как Бечей.
Существует несколько версий происхождения названия города. Во-первых, это происходит от Кастеллюм-де-Бече, что было названием форта, расположенного недалеко от современного центра города. Другая теория заключается в том, что название было дано в честь семьи Вечей, которая использовала правила поселения и земли вокруг современного Нови Бечей. Город был также известен как Турски Бечей. В 1919 году он был переименован в Нови Бечей.
В течение короткого периода времени после Второй мировой войны, с 1947 по 1952 год, название города было Волошиново в честь полковника Красной Армии Лаврентия Волошинова, который погиб в битве за освобождение города.
На сербском языке город известен как Нови Бечей, на венгерском Törökbecse и на немецком Neu-Betsche. Как сербский, так и венгерский официально используются муниципальными властями.

## История
На территории города были найдены орнитоморфные подвески, которые датируются XII веком до нашей эры. Даки населяли регион до римского завоевания во II–I веках до нашей эры.
Город был впервые упомянут в 1091 году при администрации Королевства Венгрия. В XV веке он был владением сербского деспота Журана Бранковича. Во время Османского правления (в 1660/6) он был населен преимущественно этническими сербами. Османцы управляли городом как Бече с 1552 по 1718 год. До 1918 года он был частью Габсбургской монархии, затем частью Королевства сербов, хорватов и словенцев и последующих южнославянских государств.

## Статистика населения общины
| Год  | Население, чел. |
| ---- | --------------- |
| 1991 | 29 091          |
| 2001 | 27 139          |
| 2002 | 26 855          |
| 2003 | 26 524          |
| 2004 | 26 211          |
| 2005 | 25 918          |
| 2006 | 25 601          |
| 2007 | 25 271          |

## Природа
Слано-Копово находится на северо-востоке Нови-Бечей и недалеко от реки Тиса, в ее древнем меандре. Несмотря на соленость, на восточной стороне имеется пресноводная впадина. Это один из последних сохранившихся солончаков в Сербии. В нем представлены уникальные паннонские местообитания, которые характеризуются солеными, грязными прудами и озерами или их иногда сухими слоями. Слано-Копово - бесценный центр солончака, которому грозит полное исчезновение.
Это одно из самых важных и уникальных мест обитания птиц в Сербии. Его особое значение в том, что здесь гнездятся виды, типичные для понто-каспийского и морского побережья, а не для Паннонской равнины. Это также уникальная точка остановки для перелетных видов птиц. Рядом с Тисой виды, которые следуют течению этой реки и ее лесного пояса, легко сжигаются на этой широкой, открытой поверхности воды.
Главной достопримечательностью являются краны. Они прибывают поздней осенью, мигрируют из Северной Европы и являются самой большой популяцией журавлей на Паннонийском самолете. Более 20 000 журавлей собираются на озере, а также тысячи других птиц, таких как кряквы и гуси. Несколько морских птиц, редко замечаемых далеко от моря, гнездятся в этом районе: кентская ржанка, ходулочник с черными крыльями, пестрый аверет. Всего в Слано-Копово зарегистрировано 203 вида птиц, что составляет 63% от всех известных видов в Воеводине. В болоте гнездится около 80 видов.

## Города-побратимы
- Венгрия — Мезетур
- Словакия — Штурово
- Россия — Батайск
- Словения — муниципалитет Страза
- Сербия — муниципалитет Княжевац
- Россия -Новочеркасск